# Ньюмаркет (Нью-Гемпшир)
Ньюмаркет (англ. Newmarket) — місто (англ. town) в США, в окрузі Рокінґгем штату Нью-Гемпшир. Населення — 9430 осіб (2020).

## Демографія
Згідно з переписом 2010 року, у місті мешкало 8936 осіб у 3857 домогосподарствах у складі 2219 родин. Було 4139 помешкань
Расовий склад населення:
| - 92,2 % — білих - 4,0 % — азіатів - 1,0 % — чорних або афроамериканців - 0,2 % — корінних американців - 0,1 % — вихідців з тихоокеанських островів |

До двох чи більше рас належало 1,9 %. Частка іспаномовних становила 2,3 % від усіх жителів.
За віковим діапазоном населення розподілялося таким чином: 19,7 % — особи молодші 18 років, 70,6 % — особи у віці 18—64 років, 9,7 % — особи у віці 65 років та старші. Медіана віку мешканця становила 35,8 року. На 100 осіб жіночої статі у місті припадало 98,4 чоловіків;  на 100 жінок у віці від 18 років та старших — 96,3 чоловіків також старших 18 років.
Середній дохід на одне домашнє господарство  становив 83 013 долари США (медіана — 70 057), а середній дохід на одну сім'ю — 104 462 долари (медіана — 96 400). Медіана доходів становила 53 807 доларів для чоловіків та 40 226 доларів для жінок. За межею бідності перебувало 7,4 % осіб, у тому числі 5,0 % дітей у віці до 18 років та 10,3 % осіб у віці 65 років та старших.
Цивільне працевлаштоване населення становило 5558 осіб. Основні галузі зайнятості: освіта, охорона здоров'я та соціальна допомога — 26,7 %, виробництво — 16,6 %, роздрібна торгівля — 12,7 %, науковці, спеціалісти, менеджери — 11,5 %.